# S/2003 J 5
S/2003 J 5 je Jupitrov naravni satelit (luna). Spada med  nepravilne lune z retrogradnim gibanjem. Je članica Karmine skupine Jupitrovih lun, ki krožijo okoli Jupitra v razdalji od 23 do 24 Gm in imajo naklon tira okoli 165°. 
Luno S/2003 J 5 je leta 2003 odkrila skupina astronomov, ki jo je vodil Scott S. Sheppard z Univerze Havajev .  Nima še uradnega imena.
Luna S/2003 J 5 ima premer okoli 4 km in obkroža Jupiter v povprečni razdalji 23,495.000  km. Obkroži ga v  738  dneh 17  urah in 31 minutah po tirnici, ki ima naklon tira okoli 166 ° glede na ekliptiko oziroma 167 °  na ekvator Jupitra. 
Njena gostota je ocenjena na 2,6 g/cm3, kar kaže, da je sestavljena iz kamnin. 
Luna izgleda zelo temna, ima odbojnost 0,04. Njen navidezni sij je 22,4 m.